# Phare de Ponta Garça
Le phare de Ponta Garça est un phare situé dans la freguesia de Ponta Garça de la municipalité de Vila Franca do Campo, sur l'île de São Miguel (Archipel des Açores - Portugal).
Il est géré par l'autorité maritime nationale du Portugal à Oeiras (Grand Lisbonne) .

## Histoire
Le phare de Ponta Garça a été mis en service le 28 mai 1957, sur le littoral sud de l'île, à environ 40 km à l'est de Ponta Delgada. C'est une tour octogonale de 14 m de haut, avec galerie et lanterne, attenante à une maison de gardien d'un étage. La tour est en béton non peint et le dôme de la lanterne est rouge. Il a été équipé d'un système dioptrique fixe de 3e ordre avec une grande focale de 500 mm. C'est un feu à secteur blanc et rouge ; le rouge marquant l'îlot de Vila Franca do Campo. Il est relié au secteur électrique public depuis 1980 et fut doté d'un éclipseur avec une lampe de 250W/220V. Celui-ci fut remplacé, en 1988, par un autre éclipseur recevant une lampe de 100W/12V.
Le phare est accessible par route et il est visitable le mercredi après-midi.

Identifiant : ARLHS : AZO12 ; PT-606 - Amirauté : D2642 - NGA : 23628 .

### Lien connexe
- Liste des phares des Açores